# Dalbergia hullettii
Dalbergia hullettii är en ärtväxtart som beskrevs av David Prain. Dalbergia hullettii ingår i släktet Dalbergia, och familjen ärtväxter. Inga underarter finns listade i Catalogue of Life.